# 실질범
실질범이란 구성요건이 행위 이외에 일정한 결과의 발생도 그 내용을 하는 범죄를 지칭하는 형법 용어이다. 결과범이라고도 불리며 대부분의 범죄는 실질범에 속한다.

## 침해범과 위험범
보호법익침해의 현실적 발생을 구성요건적 내용으로 하는 것을 침해범, 단순히 그 침해위험의 발생을 내용으로 하는 것을 위험범이라고 한다.

## 참고 문헌
- 손동권, 『체계적 형법연습』, 율곡출판사, 2005. (ISBN 8985177915)

## 같이 보기
- 위험범